# فلی (نوازنده)
فلی (انگلیسی: Flea؛ زاده ۱۶ اکتبر ۱۹۶۲) یک موسیقی‌دان اهل ایالات متحده آمریکا است. وی از سال ۱۹۷۷ میلادی تاکنون مشغول فعالیت بوده‌است.
از نوجوانی به همراه آنتونی کیدیس و دو دوست دیگرش به موزیک پرداختند. ابتدا اهنگ‌های اشخاص معروف را می‌نواختند اما کم‌کم و با پیشرفتشان، شروع به آهنگ سازی کردند.
مایکل، تنها کسی است که از ابتدای کار گروه رد هات چیلی پپرز، در کنار آنتونی ماند.
از فیلم‌ها یا برنامه‌های تلویزیونی که وی در آن نقش داشته‌است می‌توان به ترس و نفرت در لاس وگاس، بازگشت به آینده قسمت ۲، بازگشت به آینده قسمت ۳، لبوفسکی بزرگ، آیداهوی اختصاصی خودم، موتوراما، پایین پایین، تعقیب، داماد و پیامبران کنار جاده اشاره کرد.